# Villa Mugueta
Villa Mugueta is een plaats in het Argentijnse bestuurlijke gebied San Lorenzo in de provincie Santa Fe. De plaats telt 2.492 inwoners.